# Герои Социалистического Труда Черновицкой области
В настоящий список включены:

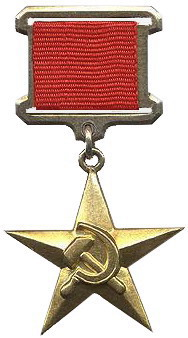
Золотая медаль «Серп и Молот»

- Герои Социалистического Труда, на момент присвоения звания проживавшие на территории Черновицкой области Украины (в советское время — Украинской ССР), — 46 человек;
- уроженцы Черновицкой области, удостоенные звания Героя Социалистического Труда в других регионах СССР, — 9 человек;
- Герои Социалистического Труда, прибывшие в Черновицкую область на постоянное проживание из других регионов СССР, — 2 человека;
- лицо, указ о присвоении которому звания Героя Социалистического Труда отменён, — 1 человек.

Вторая и третья части списка могут быть неполными из-за отсутствия данных о месте рождения и смерти ряда Героев.
В таблицах отображены фамилия, имя и отчество Героев, должность и место работы на момент присвоения звания, дата Указа Президиума Верховного Совета СССР, отрасль народного хозяйства, место рождения/проживания, а также ссылка на биографическую статью на сайте «Герои страны». Формат таблиц предусматривает возможность сортировки по указанным параметрам путём нажатия на стрелку в нужной графе.

## История
Первой в Черновицкой области звания Героя Социалистического Труда была удостоена колхозница А. М. Хорбут (Кишкан). Высшая степень отличия была присвоена ей Указом Президиума Верховного Совета СССР от 8 февраля 1948 года за получение высокого урожая сахарной свёклы.
Подавляющее большинство Героев Социалистического Труда в области приходится на работников сельского хозяйства — 40 человек; лёгкая промышленность, государственное управление — по 2, лесная и пищевая промышленность — по 1.

## Лица, удостоенные звания Героя Социалистического Труда в Черновицкой области
| №  | Фамилия, имя, отчество                | Даты жизни              | Деятельность | Дата присвоения | Отрасль       | Место рождения       | ГС        |
| -- | ------------------------------------- | ----------------------- | --- | --------------- | ------------- | -------------------- | --------- |
| 1  | Алуки Дмитрий Дмитриевич              | 13.10.1924 — 02.05.2014 | Бригадир полеводческой бригады колхоза имени Ленина Глыбокского района Черновицкой области                                                 | 08.12.1973      | сельхоз       | Герцаевский район    | [ ГС 1 ]  |
| 2  | Бабич Ирина Иосифовна                 | 1920 — ????             | Звеньевая свеклосовхоза «Крещатик» Министерства пищевой промышленности СССР, Заставновский район Черновицкой области                       | 30.04.1948      | сельхоз       |                      |           |
| 3  | Бельский Константин Францевич         | 1924—1977               | Механик-комбайнёр колхоза имени ХХ партсъезда Сокирянского района Черновицкой области                                                      | 23.06.1966      | сельхоз       | *Молдавия            | [ ГС 2 ]  |
| 4  | Вакалюк Мария Георгиевна              | 31.12.1932 — 07.08.2024 | Звеньевая колхоза «Большевик» Заставновского района Черновицкой области                                                                    | 30.06.1952      | сельхоз       | Заставновский район  | [ ГС 3 ]  |
| 5  | Вакарюк Мария Прокоповна              | 1923 — ????             | Звеньевая колхоза «Червона Буковина» Заставновского района Черновицкой области                                                             | 30.06.1952      | сельхоз       | Хотинский район      | [ ГС 4 ]  |
| 6  | Ванясова Нина Ильинична               | род. 1932               | Сборщица обуви Черновицкого резинообувного объединения «Буковина» Министерства лёгкой промышленности Украинской ССР                        | 09.06.1966      | легпром       |                      |           |
| 7  | Галушка Надежда Николаевна            | 26.04.1933 — 21.10.2002 | Звеньевая колхоза имени Сталина Новоселицкого района Черновицкой области                                                                   | 06.06.1952      | сельхоз       | Новоселицкий район   | [ ГС 5 ]  |
| 8  | Гарабажиу Мария Ивановна              | 16.02.1924 — 31.03.2007 | Звеньевая колхоза имени Ватутина Новоселицкого района Черновицкой области                                                                  | 06.06.1952      | сельхоз       | Новоселицкий район   | [ ГС 6 ]  |
| 9  | Гедзира Всеволод Иванович             | 10.11.1919 — 29.10.1994 | Председатель колхоза «Радянська Украина» Кельменецкого района Черновицкой области                                                          | 08.04.1971      | сельхоз       | Кельменецкий район   | [ ГС 7 ]  |
| 10 | Глуханюк Захар Дмитриевич             | 06.09.1926 — 19.07.2001 | Председатель колхоза имени Суворова Кицманского района Черновицкой области                                                                 | 31.12.1965      | сельхоз       | Кицманский район     | [ ГС 8 ]  |
| 11 | Гнеп Василий Николаевич               | 1902—1987               | Председатель колхоза «Большевик» Заставновского района Черновицкой области                                                                 | 26.02.1958      | сельхоз       | Заставновский район  | [ ГС 9 ]  |
| 12 | Гордаш Любовь Фёдоровна               | 28.08.1930 — 29.08.2013 | Доярка колхоза имени Ленина Хотинского района Черновицкой области                                                                          | 08.04.1971      | сельхоз       | Хотинский район      | [ ГС 10 ] |
| 13 | Григоращук Василий Петрович           | 13.03.1918 — 01.04.1980 | Председатель колхоза имени Мичурина Кицманского района Черновицкой области                                                                 | 26.02.1958      | сельхоз       | Кицманский район     | [ ГС 11 ] |
| 14 | Григоращук Рахиля Юрьевна             | 10.10.1920 — 17.09.2014 | Звеньевая колхоза имени Ленина Кицманского района Черновицкой области                                                                      | 08.04.1971      | сельхоз       | Кицманский район     | [ ГС 12 ] |
| 15 | Гуцу Профира Ивановна                 | 17.10.1927 — 15.09.2019 | Звеньевая колхоза имени Ватутина Новоселицкого района Черновицкой области                                                                  | 06.06.1952      | сельхоз       | Новоселицкий район   | [ ГС 13 ] |
| 16 | Даниляк Елизавета Алексеевна          | род. 1930               | Звеньевая колхоза имени Хрущёва Вашковецкого района Черновицкой области                                                                    | 04.05.1951      | сельхоз       |                      |           |
| 17 | Довгей Мария Прокофьевна              | 12.09.1934 — 04.07.2004 | Звеньевая колхоза имени Фрунзе Черновицкого района Черновицкой области                                                                     | 26.02.1958      | сельхоз       | Глыбокский район     | [ ГС 14 ] |
| 18 | Ефтений Илья Владимирович             | 22.09.1912 — 1992       | Звеньевой колхоза имени Сталина Новоселицкого района Черновицкой области                                                                   | 06.06.1952      | сельхоз       | Новоселицкий район   | [ ГС 15 ] |
| 19 | Зубык Александра Петровна             | 07.03.1922 — 28.12.2003 | Доярка колхоза имени Кирова Заставновского района Черновицкой области                                                                      | 26.02.1958      | сельхоз       | Заставновский район  | [ ГС 16 ] |
| 20 | Калораш Георгий Назарович             | 10.02.1924 — 21.10.1997 | Бригадир колхоза имени Сталина Новоселицкого района Черновицкой области                                                                    | 06.06.1952      | сельхоз       | Новоселицкий район   | [ ГС 17 ] |
| 21 | Капрош Фёдор Алексеевич               | 20.05.1930 — 24.01.2000 | Председатель колхоза «Дружба народов» Новоселицкого района Черновицкой области                                                             | 24.12.1976      | сельхоз       | Новоселицкий район   | [ ГС 18 ] |
| 22 | Киндратек Юрий Илашевич               | 1912—1958               | Начальник участка Кутской сплавной конторы Глыбокского района Черновицкой области                                                          | 05.10.1957      | леспром       | Путильский район     | [ ГС 19 ] |
| 23 | Кишкан (Хорбут) Александра Михайловна | 26.06.1925 — 04.05.1995 | Звеньевая колхоза имени Хрущёва Кицманского района Черновицкой области                                                                     | 16.02.1948      | сельхоз       | Кицманский район     | [ ГС 20 ] |
| 24 | Козаков Николай Дмитриевич            | 07.05.1911 — 03.06.1985 | Первый секретарь Кицманского райкома Компартии Украины, Черновицкая область                                                                | 26.02.1958      | госуправление | *Киевская область    | [ ГС 21 ] |
| 25 | Комар Пантелей Ильич                  | 09.08.1921 — 11.09.1975 | Первый секретарь Кицманского райкома Компартии Украины, Черновицкая область                                                                | 15.12.1972      | госуправление | *Хмельницкая область | [ ГС 22 ] |
| 26 | Кошмарык Мария Николаевна             | 08.08.1930 — 20.05.2005 | Звеньевая колхоза имени Кирова Заставновского района Черновицкой области                                                                   | 26.04.1951      | сельхоз       | Заставновский район  | [ ГС 23 ] |
| 27 | Лагодин Пивония Дмитриевна            | 11.04.1933 — 02.10.2015 | Доярка колхоза имени Ленина Кицманского района Черновицкой области                                                                         | 07.07.1986      | сельхоз       | Кицманский район     | [ ГС 24 ] |
| 28 | Мазерская Ольга Михайловна            | 1925 — ????             | Ткачиха Черновицкого текстильного комбината                                                                                                | 07.03.1960      | легпром       |                      |           |
| 29 | Мигальчан Василий Семёнович           | 24.03.1900 — 1972       | Звеньевой колхоза имени Маленкова Садгорского района Черновицкой области                                                                   | 06.06.1952      | сельхоз       | Новоселицкий район   | [ ГС 25 ] |
| 30 | Мыкытей Мария Дмитриевна              | 26.03.1931 — 13.05.1996 | Звеньевая колхоза имени 29-летия Советской Армии Заставновского района Черновицкой области                                                 | 07.06.1950      | сельхоз       | Заставновский район  | [ ГС 26 ] |
| 31 | Олексюк Дмитрий Георгиевич            | 19.04.1939 — 08.07.2005 | Механизатор колхоза «Радянська Буковына» Кицманского района Черновицкой области                                                            | 15.12.1972      | сельхоз       | Кицманский район     | [ ГС 27 ] |
| 32 | Палагнюк Иван Иванович                | 02.02.1923 — 22.12.2003 | Старший кочегар сахарного комбината «Крещатик» Министерства пищевой промышленности Украинской ССР, Заставновский район Черновицкой области | 26.04.1971      | пищепром      | Заставновский район  | [ ГС 28 ] |
| 33 | Панченко Иван Никифорович             | 1916 — ????             | Управляющий отделением свеклосовхоза «Крещатик» Заставновского района Черновицкой области                                                  | 01.11.1951      | сельхоз       |                      |           |
| 34 | Понич Сильвестр Матвеевич             | 1911 — ????             | Бригадир полеводческой бригады свеклосовхоза «Крещатик» Заставновского района Черновицкой области                                          | 01.11.1951      | сельхоз       |                      |           |
| 35 | Ротарь Василий Яковлевич              | 09.03.1921 — 26.06.1988 | Председатель колхоза «Ленинськый шлях» Сокирянского района Черновицкой области                                                             | 22.03.1966      | сельхоз       | Сокирянский район    | [ ГС 29 ] |
| 36 | Русу (Паскарь) Феврония Фёдоровна     | 01.09.1925 — 01.06.2003 | Звеньевая колхоза имени Ватутина Новоселицкого района Черновицкой области                                                                  | 06.06.1952      | сельхоз       | Новоселицкий район   | [ ГС 30 ] |
| 37 | Савчук Владимир Афанасьевич           | 15.01.1913 — 30.04.1974 | Председатель колхоза «Зоря комунизму» Новоселицкого района Черновицкой области                                                             | 26.02.1958      | сельхоз       | Новоселицкий район   | [ ГС 31 ] |
| 38 | Скорокиржа Мария Ивановна             | род. 1929               | Звеньевая колхоза имени Ватутина Новоселицкого района Черновицкой области                                                                  | 06.06.1952      | сельхоз       |                      |           |
| 39 | Соколович Екатерина Константиновна    | 15.04.1924 — 20.05.1998 | Звеньевая колхоза «Радянська Буковина» Вижницкого района Черновицкой области                                                               | 30.04.1966      | сельхоз       | Вижницкий район      | [ ГС 32 ] |
| 40 | Стасюк Денис Иванович                 | 29.08.1919 — 08.11.1999 | Председатель колхоза «Маяк» Кицманского района Черновицкой области                                                                         | 22.03.1966      | сельхоз       | Кицманский район     | [ ГС 33 ] |
| 41 | Тулик Савета Григорьевна              | род. 1932               | Доярка колхоза «Память Ильича» Новоселицкого района Черновицкой области                                                                    | 06.09.1973      | сельхоз       | Новоселицкий район   | [ ГС 34 ] |
| 42 | Федорюк Мария Андреевна               | 08.02.1929 — 26.03.1994 | Доярка колхоза «Бильшовык» Заставновского района Черновицкой области                                                                       | 22.03.1966      | сельхоз       | *Московская область  | [ ГС 35 ] |
| 43 | Цюпа Евгений Петрович                 | 1924 — ????             | Старший тракторист свеклосовхоза «Крещатик» Заставновского района Черновицкой области                                                      | 01.11.1951      | сельхоз       |                      |           |
| 44 | Чуфрида Мария Михайловна              | 13.03.1924 — 29.10.2003 | Доярка колхоза имени XX съезда Вижницкого района Черновицкой области                                                                       | 10.03.1976      | сельхоз       | Вижницкий район      | [ ГС 36 ] |
| 45 | Шинкарюк Сидония Флоровна             | род. 1937               | Звеньевая колхоза имени Ленина Новоселицкого района Черновицкой области                                                                    | 22.12.1977      | сельхоз       |                      |           |
| 46 | Шова Семён Констанинович              | 23.04.1933 — 03.07.2005 | Бригадир колхоза «Заповит Иллича» Глыбокского района Черновицкой области                                                                   | 22.12.1977      | сельхоз       | Глыбокский район     | [ ГС 37 ] |

## Уроженцы Черновицкой области, удостоенные звания Героя Социалистического Труда в других регионах СССР
| № | Фамилия, имя, отчество     | Даты жизни              | Деятельность                                                                  | Дата присвоения       | Отрасль | Место рождения  | ГС       |
| - | -------------------------- | ----------------------- | ----------------------------------------------------------------------------- | --------------------- | ------- | --------------- | -------- |
| 1 | Дубковецкий Фёдор Иванович | 05.05.1884 — 06.03.1960 | Председатель колхоза «Здобуток Жовтня» Тальновского района Черкасской области | 18.05.1951 26.02.1958 | сельхоз | Хотинский район | [ ГС 1 ] |

| № | Фамилия, имя, отчество        | Даты жизни              | Деятельность | Дата присвоения | Отрасль       | Место рождения     | ГС       |
| - | ----------------------------- | ----------------------- | --- | --------------- | ------------- | ------------------ | -------- |
| 1 | Буженица Иван Васильевич      | 24.02.1932 — 13.05.1983 | Комбайнёр совхоза «Коммунист» Черлакского района Омской области | 13.12.1972      | сельхоз       | Новоселицкий район | [ ГС 2 ] |
| 2 | Гнатюк Дмитрий Михайлович     | 28.03.1925 — 29.04.2016 | Солист Государственного академического театра оперы и балета Украинской ССР имени Т. Г. Шевченко, народный артист СССР, гор. Киев                                                | 27.03.1985      | культура      | Кицманский район   | [ ГС 3 ] |
| 3 | Головацкий Василий Евгеньевич | 15.01.1935 — 07.10.2010 | Тракторист-машинист совхоза «Пушкинский» Советского района Саратовской области                                                                                                   | 07.12.1973      | сельхоз       |                    | [ ГС 4 ] |
| 4 | Грищенко Константин Фёдорович | 1918 — ????             | Огнеупорщик Будянского фаянсового завода «Серп и молот» Министерства лёгкой промышленности Украинской ССР, Харьковская область                                                   | 09.06.1966      | легпром       |                    |          |
| 5 | Гураль Лидия Ивановна         | род. 1935               | Директор совхоза «Малаештский» Оргеевского района Молдавской ССР | 14.12.1984      | сельхоз       |                    |          |
| 6 | Прекуп Владимир Фёдорович     | 25.07.1915 — 25.03.1969 | Председатель колхоза имени Мичурина Страшенского района Молдавской ССР | 30.04.1966      | сельхоз       | Новоселицкий район | [ ГС 5 ] |
| 7 | Пшеничка Иван Васильевич      | 1925 — ????             | Бригадир плотников строительного управления № 6 треста «Северодонецкхимстрой» Министерства строительства предприятий тяжёлой индустрии Украинской ССР, Ворошиловградская область | 05.04.1971      | строительство |                    |          |
| 8 | Тучкевич Владимир Максимович  | 29.12.1904 — 24.07.1997 | Директор Физико-технического института имени Иоффе Академии наук СССР, академик АН СССР, гор. Ленинград                                                                          | 28.12.1984      | наука         | Кельменецкий район | [ ГС 6 ] |

## Герои Социалистического Труда, прибывшие в Черновицкую область на постоянное проживание из других регионов
| № | Фамилия, имя, отчество                     | Даты жизни      | Деятельность                                                                  | Дата присвоения | Отрасль | Место проживания | ГС       |
| - | ------------------------------------------ | --------------- | ----------------------------------------------------------------------------- | --------------- | ------- | ---------------- | -------- |
| 1 | Корсун Нина Алексеевна                     | 1924 — ????     | Звеньевая колхоза «1-е Мая» Винницкого района Винницкой области               | 16.02.1948      | сельхоз |                  | [ ГС 1 ] |
| 2 | Кошель (Рашковская) Стефания Александровна | род. 01.01.1931 | Звеньевая колхоза «Сталинский путь» Струсовского района Тернопольской области | 12.03.1949      | сельхоз | Хотинский район  |          |

## Лица, лишённые звания Героя Социалистического Труда
| № | Фамилия, имя, отчество   | Даты жизни  | Деятельность                                                             | Дата присвоения | Дата лишения | Отрасль | ГС       |
| - | ------------------------ | ----------- | ------------------------------------------------------------------------ | --------------- | ------------ | ------- | -------- |
| 1 | Чикивчук Илья Николаевич | 1913 — ???? | Звеньевой колхоза имени Матросова Глыбокского района Черновицкой области | 26.04.1952      | 26.02.1953   | сельхоз | [ ГС 1 ] |